# Hesperapis
Hesperapis är ett släkte av bin. Hesperapis ingår i familjen sommarbin.

## Dottertaxa tillHesperapis, i alfabetisk ordning[1]
- Hesperapis aliciae
- Hesperapis arenicola
- Hesperapis arida
- Hesperapis braunsiana
- Hesperapis carinata
- Hesperapis danforthi
- Hesperapis elegantula
- Hesperapis eumarpha
- Hesperapis flavicara
- Hesperapis flavitarsis
- Hesperapis fuchsi
- Hesperapis fulvipes
- Hesperapis gessorum
- Hesperapis hantamensis
- Hesperapis ilicifoliae
- Hesperapis larreae
- Hesperapis laticeps
- Hesperapis leucura
- Hesperapis macrocephala
- Hesperapis micheneri
- Hesperapis nanula
- Hesperapis nigerrima
- Hesperapis nitidula
- Hesperapis oliviae
- Hesperapis oraria
- Hesperapis parva
- Hesperapis pellucida
- Hesperapis regularis
- Hesperapis rhodocerata
- Hesperapis rhodostoma
- Hesperapis richtersveldensis
- Hesperapis rodecki
- Hesperapis rufipes
- Hesperapis rufiventris
- Hesperapis semirudis
- Hesperapis trochanterata
- Hesperapis wilmattae